# Ungerns Grand Prix
Ungerns Grand Prix är en deltävling i formel 1-VM som körs i Ungern sedan säsongen 1986. Tävlingen körs på Hungaroring, som ligger cirka 19 km från Budapests centrum. Ungerns GP var det första F1-loppet som kördes i östeuropa, bakom den så kallade järnridån.

## Vinnare Ungerns Grand Prix
| År   | Bana        | Förare             | Konstruktör             |
| ---- | ----------- | ------------------ | ----------------------- |
| 2024 | Hungaroring | Oscar Piastri      | McLaren-Mercedes        |
| 2023 | Hungaroring | Max Verstappen     | Red Bull                |
| 2022 | Hungaroring | Max Verstappen     | Red Bull                |
| 2021 | Hungaroring | Esteban Ocon       | Alpine                  |
| 2020 | Hungaroring | Lewis Hamilton     | Mercedes                |
| 2019 | Hungaroring | Lewis Hamilton     | Mercedes                |
| 2018 | Hungaroring | Lewis Hamilton     | Mercedes                |
| 2017 | Hungaroring | Sebastian Vettel   | Ferrari                 |
| 2016 | Hungaroring | Lewis Hamilton     | Mercedes                |
| 2015 | Hungaroring | Sebastian Vettel   | Ferrari                 |
| 2014 | Hungaroring | Daniel Ricciardo   | Red Bull-Renault        |
| 2013 | Hungaroring | Lewis Hamilton     | Mercedes                |
| 2012 | Hungaroring | Lewis Hamilton     | McLaren-Mercedes        |
| 2011 | Hungaroring | Jenson Button      | McLaren-Mercedes        |
| 2010 | Hungaroring | Mark Webber        | Red Bull Racing-Renault |
| 2009 | Hungaroring | Lewis Hamilton     | McLaren-Mercedes        |
| 2008 | Hungaroring | Heikki Kovalainen  | McLaren-Mercedes        |
| 2007 | Hungaroring | Lewis Hamilton     | McLaren-Mercedes        |
| 2006 | Hungaroring | Jenson Button      | Honda                   |
| 2005 | Hungaroring | Kimi Räikkönen     | McLaren-Mercedes        |
| 2004 | Hungaroring | Michael Schumacher | Ferrari                 |
| 2003 | Hungaroring | Fernando Alonso    | Renault                 |
| 2002 | Hungaroring | Rubens Barrichello | Ferrari                 |
| 2001 | Hungaroring | Michael Schumacher | Ferrari                 |
| 2000 | Hungaroring | Mika Häkkinen      | McLaren-Mercedes        |
| 1999 | Hungaroring | Mika Häkkinen      | McLaren-Mercedes        |
| 1998 | Hungaroring | Michael Schumacher | Ferrari                 |
| 1997 | Hungaroring | Jacques Villeneuve | Williams-Renault        |
| 1996 | Hungaroring | Jacques Villeneuve | Williams-Renault        |
| 1995 | Hungaroring | Damon Hill         | Williams-Renault        |
| 1994 | Hungaroring | Michael Schumacher | Benetton-Ford           |
| 1993 | Hungaroring | Damon Hill         | Williams-Renault        |
| 1992 | Hungaroring | Ayrton Senna       | McLaren-Honda           |
| 1991 | Hungaroring | Ayrton Senna       | McLaren-Honda           |
| 1990 | Hungaroring | Thierry Boutsen    | Williams-Renault        |
| 1989 | Hungaroring | Nigel Mansell      | Ferrari                 |
| 1988 | Hungaroring | Ayrton Senna       | McLaren-Honda           |
| 1987 | Hungaroring | Nelson Piquet      | Williams-Honda          |
| 1986 | Hungaroring | Nelson Piquet      | Williams-Honda          |